# Jana Bobošíková

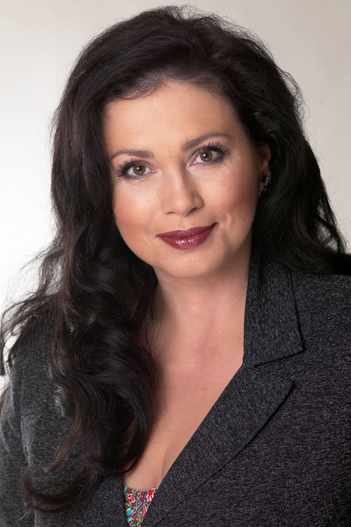
Jana Bobošíková

Jana Bobošíková (* 29. August 1964 in Prag) ist eine tschechische Politikerin. Sie war von 2004 bis 2009 Mitglied des Europäischen Parlaments. Sie war Vorsitzende der von ihr initiierten Partei Suverenita (deutsch: „Souveränität“).

## Laufbahn
1982 legte sie ihre Matura auf dem Gymnasium in Prag ab und studierte anschließend an der Wirtschaftsuniversität Prag, sowie postgraduierte Volkswirtschaft, Marketing, Management und Sprachen.
1989 wurde sie zur Redakteurin beim öffentlich-rechtlichen Tschechischen Fernsehen, ab 1993 betreute sie die Börsenseite der Wirtschaftszeitung Hospodářské noviny. Die Tätigkeit als Wirtschaftsredakteurin übte sie in den Folgejahren für Zeitungen und das Fernsehen weiter aus, bis sie im Januar 2000 Beraterin der Vorsitzenden der Abgeordnetenversammlung wurde. Dort organisierte sie Firmenmeetings und beriet einheimische politische Organe und internationale Firmen. 2001 wurde sie Direktorin der Nachrichtensendungen beim ČT, musste aber aufgrund umfangreicher Proteste von Angestellten und der Öffentlichkeit gegen eine Politisierung des Senders diesen Posten verlassen. Danach war sie von 2001 bis 2004 Moderatorin der politischen Talkshow Sedmička beim Fernsehsender TV Nova.
Im Juli 2004 wurde sie für die Politische Bewegung der Unabhängigen (Politické Hnutí Nezávislí) ins EU-Parlament gewählt, verließ diese aber bald darauf, um als fraktionslose Parlamentarierin zu arbeiten. Ab 2006 engagierte sie sich in der Splitterpartei „politika 21“, deren Vorsitzende sie wurde.
Im Februar 2008 wurde sie überraschend von den Kommunisten als Präsidentschaftskandidatin nominiert, zog dann aber ihre Kandidatur vor dem Wahlgang am 15. Februar wieder zurück.
Bei den Europawahlen 2009 trat Jana Bobosiková für die von ihr initiierte  neue Partei Suverenita (Souveränität) in Nachfolge der „politika 21“ an, die den Reformvertrag von Lissabon ablehnt. Mit 4,26 % der Stimmen schrammte sie jedoch knapp am Wiedereinzug ins EU-Parlament vorbei. Hätten sich alle drei „EU-kritischen“ Parteien verbündet, so wären sie mit 6,46 % wieder ins Parlament eingezogen.
Bobosíková war auch Spitzenkandidatin der Suverenita bei den Parlamentswahlen in Tschechien 2010. Mit 3,67 % verfehlte sie zwar wiederum den Einzug in die Abgeordnetenkammer. Sie nahm damit anderen Parteien aber bereits in spürbaren Umfang Stimmen weg.

## Mitgliedschaft in internationalen Organisationen
- Young Presidents’ Organization
- Beerconvent International